# Industrial and Corporate Change
Industrial and Corporate Change (ICC) ist eine zweimonatlich erscheinende wissenschaftliche Fachzeitschrift für Forschung auf dem Gebiet des Industriellen Strukturwandels und der betriebliche Veränderungsprozesse. Es wurde 1992 vom britischen Verlagshaus Oxford University Press gegründet und publiziert seitdem regelmäßig Beiträge aus der Volkswirtschaftslehre, der Politikwissenschaft und der Sozialpsychologie.

## Redaktion
Die Redaktion des ICC wird von Josef Chytry als Chefredakteur geleitet. Er wird von Glenn Carroll, Giovanni Dosi, Gary P. Pisano, Franco Malerba (Ökonom), David J. Teece, Fredrik Tell und Giovanni Valentini (Ökonom) unterstützt.

## Rezeption
Das Journal hat nach eigenen Angaben einen Impact-Faktor von 1.260.
Combes und Laurent Linnemer sortieren das Journal mit Rang 66 von 600 wirtschaftswissenschaftlichen Zeitschriften in die drittbeste Kategorie A ein.

## Richard-R.-Nelson-Preis
Seit 2005 vergeben die Journale Research Policy und Industrial and Corporate Change in jedem zweiten Jahr den Richard-R.-Nelson-Preis. Dabei wird abwechselnd der beste Artikel eines Journals vom Redaktionsrat des anderen Journals prämiert. Die Preisträger erhalten 3.000 US$ Preisgeld. Der Preis wird an der University of California, Berkeley vergeben und ist nach dem US-amerikanischen Evolutionsökonomen Richard R. Nelson benannt.
Für Publikationen im ICC wurden im Jahr 2007 Daniel Beunza und David Stark und im Jahr 2012 Gino Cattani ausgezeichnet.